# Lébrel irlandês

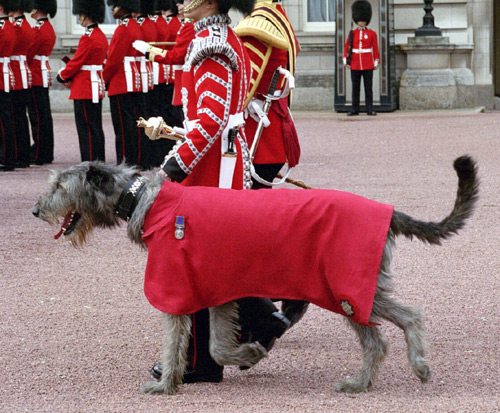
Cão lebrel irlandês como mascote da Irish Guards

O lebrel irlandês (em inglês:  Irish Wolfhound) é uma raça de cães do tipo lebréu oriunda da Irlanda. Foi concebida originalmente para caça aos lobos, de onde herdou seu nome original. É dito que, por quase 2000 anos existiram grandes lebréis pelas terras irlandesas, e que todos foram extintos antes da década de 1800. Reconstruída pelo capitão George Augustus Graham (1833-1909), a versão moderna do lendário cão lebreiro da Irlanda tornou-se a mais alta raça do mundo, ao lado do dogue alemão, entre as raças conhecidas no ocidente. Sua personalidade é descrita como calma e afetuosa. Por ser uma raça gigante, pode chegar a pesar 55 kg e medir 90 cm da cernelha ao chão, possui a particularidade de ter a menor expectativa de vida entre as raças deste tipo. Entre seus principais problemas de saúde estão diferentes tipos de câncer, quase todos fatais. Fisicamente possui a pelagem dura, que varia em diversas cores, sendo a mais comum o cinza; seu tórax é profundo, seu dorso é longo e suas patas dianteiras são retas.